# Valutico
Valutico är en webbaserad plattform som förser finansbranschen och värderingsutövare med datadrivna verktyg för att genomföra värderingsanalyser.
Företagets huvudkontor ligger i Wien, Österrike, med dotterbolag i USA och Storbritannien.

## Historia
Valutico grundades 2014 i Wien, Österrike, av Paul Resch tillsammans med Markus Klepp och Alexander Lachinger.
Under 2015 och 2016 skapades den första prototypen av plattformen.
Företaget har haft ett nära samarbete med ledande akademiska institutioner och forskare under den första prototyputvecklingen.
Under 2017 integrerade Valutico finansiella databaser och lanserade sitt fullständiga webbaserade värderingsverktyg i slutet av året.
Under 2018 växte företagets lag och det expanderade i DACH-regionen.
Under 2019 etablerade Valutico ett kontor i London och började utbreda sig i hela EMEA och USA.
Under 2020 etablerades Valutico även i USA och anpassade produkten till kraven på olika delstatsmarknader.
Med Covid-mandaterade nedläggningar av sina kontor antog företaget ett teamupplägg som bygger på fjärrstyrning och började anställa teammedlemmar runt om i världen.
År 2021 lanserade företaget Valutico v3.0, vilket medförde förbättrad prestanda, nya funktioner och förbättrad skalbarhet för företagets system.
Företaget tog också upp sin första externa finansieringsrunda med riskkapitalbolaget Push Ventures.
Under 2022 undertecknade Valutico nya partnerskapavtal med olika nätverk inom M&A, redovisning, skatt och revision.

## Utmärkelser
I december 2021 tilldelades Valutico priset "The best tax tech project" av Tax Tech Award.